# 高針系統交流道
高針JCT（平假名：たかばりジャンクション）是位於愛知縣名古屋市名東區的名古屋第二環狀自動車道及名古屋高速2號東山線之系統交流道。

## 連接道路
- 名古屋第二環狀自動車道
- 名古屋高速2號東山線（以此系統交流道作終點）

## 历史
- 2003年3月29日 - 名古屋高速2號東山線高針出入口至高針JCT開通，以及東名阪自動車道（均一區間）上社JCT至高針JCT開通，此系統交流道也同時啟用。
- 2011年3月20日 - 名古屋第二環狀自動車道名古屋南JCT至高針JCT開通，東名阪自動車道（均一區間）名古屋西JCT至高針JCT的區間編入為名古屋第二環狀自動車道路段。

## 收費站設施
- 收費亭數目：4座
  - 名古屋第二環狀自動車道入口
    - 收費亭數目：4座
      - ETC：1座
      - 一般：1座
      - 停用中：1座

## 鄰近設施
名古屋第二環狀自動車道
(3)植田IC - (4)高社JCT - (5)上社南IC
名古屋高速2號東山線
(206,216)高針出入口/高針TB - (4)高社JCT

## 相關項目
- 日本交匯處一覽

## 外部連結
- 中日本高速道路 （页面存档备份，存于）（日語）